# Enric Frederic de Hohenlohe-Langenburg
Enric Frederic de Hohenlohe-Langenburg (en alemany Heinrich Friedrich zu Hohenlohe-Langenburg) va néixer a Langenburg (Alemanya) el 17 de setembre de 1625 i va morir a la mateixa ciutat el 2 de juny de 1699. Era un noble alemany, el fill petit del comte Felip Ernest (1584-1628) i d'Anna Maria de Solms-Sonnenwalde (1585-1634).

## Matrimoni i fills
El 25 de gener de 1652 es va casar a Langenburg amb Elionor Magdalena de Hohenlohe-Weikersheim (1635-1657), filla del seu oncle Jordi Frederic de Hohenlohe-Neuenstein (1569-1647) i de Maria Magdalena d'Oettingen-Oettingen (1600-1636). D'aquest matrimoni en nasqueren:
- Sofia Maria, nascuda i morta el 1653.
- Felip Albert, nascut i mort el 1654.
- Maria Magdalena, nascuda i morta el 1655.
- Ernest Eberhard (1656-1671)

Havent enviudat es casà el 1658 amb Juliana Dorotea de Castell-Remlingen (1640-1706), filla de Wolfgang Jordi I de Castell-Remlingen (1610-1668) i de Sofia Juliana de Hohenlohe-Waldenburg (1620-1682). D'aquest segon matrimoni en nasqueren:
- Albert Wolfgang (1659-1715), casat amb Sofia Amàlia de Nassau-Saarbrücken (1666-1736).
- Cristina Juliana, nascuda i morta el 1661.
- Lluís Cristià (1662-1663)
- Felip Frederic (1664-1666)
- Sofia Cristina, nascuda i morta el 1666.
- Lluïsa Carlota (1667-1747), casada amb Lluís Gottfried de Hohenlohe-Waldenburg (1668-1728).
- Cristià Carles (1668-1743), casat amb Maria Caterina de Hohenlohe-Waldenburg (1680-1761).
- Elionor Juliana (1669-1730), casada amb Joan Ernest de Hohenlohe-Öhringen (1670-1702).
- Maria Magdalena (1670-1671)
- Frederic Eberhard (1672-1737), casat primer amb Frederica Albertina d'Erbach-Fürstenau (1683-1709) i després amb Augusta Sofia de Württemberg (1691-1743).
- Joana Sofia (1673-1743), casada amb Frederic Cristià de Schaumburg-Lippe (1655-1728).
- Cristina Maria (1675-1718)
- Maurici Lluís (1676-1679)
- Augusta Dorotea (1678-1740), casada amb Enric XI de Reuss-Schleiz (1669-1726).
- Felipa Enriqueta (1679-1751), casada amb Lluís de Nassau Saarbrücken (1663-1713).
- Ernestina Elisabet (1680-1721)